# 墨涅拉俄斯 (拉古斯之子)
墨涅拉俄斯或譯梅涅勞斯（希臘語：Mενέλαoς）前四世紀人物，拉古斯之子，也是托勒密一世的兄弟。後來當上賽普勒斯薩拉米斯國王。
墨涅拉俄斯並沒有出現在亞歷山大大帝的軍官團中，但他仍被菲拉爾克斯（Phylarchus）順帶提到 ，文中似乎暗示他有著高階的地位。他第一次出現在史書中是受他兄弟托勒密的命令，派他統率一支軍隊攻擊賽普勒斯，並與塞琉古、薩拉米斯國王尼科克里昂（Nicocreon）率領的艦隊攜手作戰，墨涅拉俄斯等人很快就壓制除了基提翁外所有的賽普勒斯的城邦，並使他們臣服，而基提翁最終也應該臣服了。之後墨涅拉俄斯仍留在島上，他在那裏的管轄幾乎完全獨裁，許多當地城邦的王公只要有一點不忠的徵狀就被廢逐、下獄、暗殺等等。前310/309年薩拉米斯國王尼科克里昂死後，托勒密讓他登上薩拉米斯王位與賽普勒斯統帥，統治著整個賽普勒斯，另外他曾經在島上發行一些錢幣。
前306年，當安提柯之子德米特里率領龐大的軍隊準備進攻賽普勒斯時，墨涅拉俄斯還統領著該島，當時他無法在開闊的戰場擊敗這一大批敵軍，只能聚集他僅有的部隊堅守薩拉米斯城。他極盡所能加強城防，但仍在攻城戰中損失慘重，使德米特里就像以往攻城般順利進行。然而，墨涅拉俄斯後來成功燒毀德米特里的攻城器具，並且全力守護城防，一直穩固這座城市直到托勒密親自率領大批艦隊來援。
在之後的薩拉米斯海戰中，墨涅拉俄斯企圖派遣六十艘的艦隊去支援托勒密，但被德米特里堵塞於薩拉米斯港外航道，使他們延誤會軍的時間。當托勒密艦隊被德米特里艦隊徹底擊敗後，墨涅拉俄斯已經毫無脫困的希望，他隨即帶著全部的陸軍和海軍，以及連著整座薩拉米斯城向德米特里投降。德米特里相當有雅量和寬大，釋放了墨涅拉俄斯，並讓他帶著他的朋友和個人財物返回埃及。之後還曾當上神格化亞歷山大大帝的大祭司。

## 腳註
1. ↑   阿特納奧斯，智者之宴， xii. 55
2. ↑   克勞狄俄斯·埃利安，Varia Historia，ix. 3
3. ↑   西西里的狄奧多羅斯，Bibliotheca, xix. 62
4. ↑  西西里的狄奧多羅斯，xix. 62, 79, xx. 21, 47-53; 普魯塔克，希臘羅馬名人傳，"Demetrius"，15-17; 查士丁，Epitome of Pompeius Trogus，xv. 2；保薩尼亞斯，Description of Greece，i. 6

## 來源
- 威廉·史密斯，《希腊羅馬的神話和傳記辭典》"Menelaus (3)"，波士頓，（1867）
- E. R. Bevan House of Ptolemy, Chapter II

| 統治者頭銜        | 統治者頭銜                        | 統治者頭銜                                   |
| ----------------- | --------------------------------- | -------------------------------------------- |
| 前任： 尼科克里昂 | 薩拉米斯國王 前310/309年－前306年 | 繼任： 無 被德米特里征服，納入安提柯王國版圖 |